# パウル・ヴァナー
パウル・ヴァナー（Paul Wanner, 2005年12月23日 - ）は、ドイツ・バーデン＝ヴュルテンベルク州アムツェル出身のサッカー選手。ブンデスリーガ・1.FCハイデンハイム所属。ポジションはMF。

## クラブ経歴
地元バーデン＝ヴュルテンベルク州のクラブチームから2018年にFCバイエルン・ミュンヘンに入団。2021-22シーズンにU-17ユースチームに昇格し、2試合1ゴールを決めると、飛び級でU-19チームに昇格。更に同ユースリーグで9試合2ゴールを決めると、2022年に入り再び全世界を襲ったCOVID-19の変異型オミクロン株の蔓延で、トップチームに離脱者が続出した関係で選手不足に陥り、監督ユリアン・ナーゲルスマンはユースチームのメンバーのトップチーム昇格を決断。同月8日のボルシア・メンヒェングラートバッハ戦で後半途中から起用され、ユスファ・ムココが樹立したブンデスリーガ最年少初出場 (16歳1日)に次ぐ16歳15日でのプロデビューを果たし、更にジャマル・ムシアラのチーム史上最年少初出場 (17歳115日)をも大きく更新。しかし、試合の方は1-2で敗れた。
2022年1月31日、FCバイエルン・ミュンヘンとプロ契約を締結した。背番号は14。
2023年9月1日、新たに昇格したブンデスリーガ2部に所属するSVエルフェアスベルクへの1年限りで期限付き移籍した。
2024年6月24日、1.FCハイデンハイムにレンタル移籍することが発表された。

## 代表経歴
プロデビュー前の2021年から、ユース世代のドイツ代表でプレーしている。

## タイトル
バイエルン・ミュンヘン
- ブンデスリーガ：2回 (2021-22, 2022-23)